# Додвелл, Эдвард

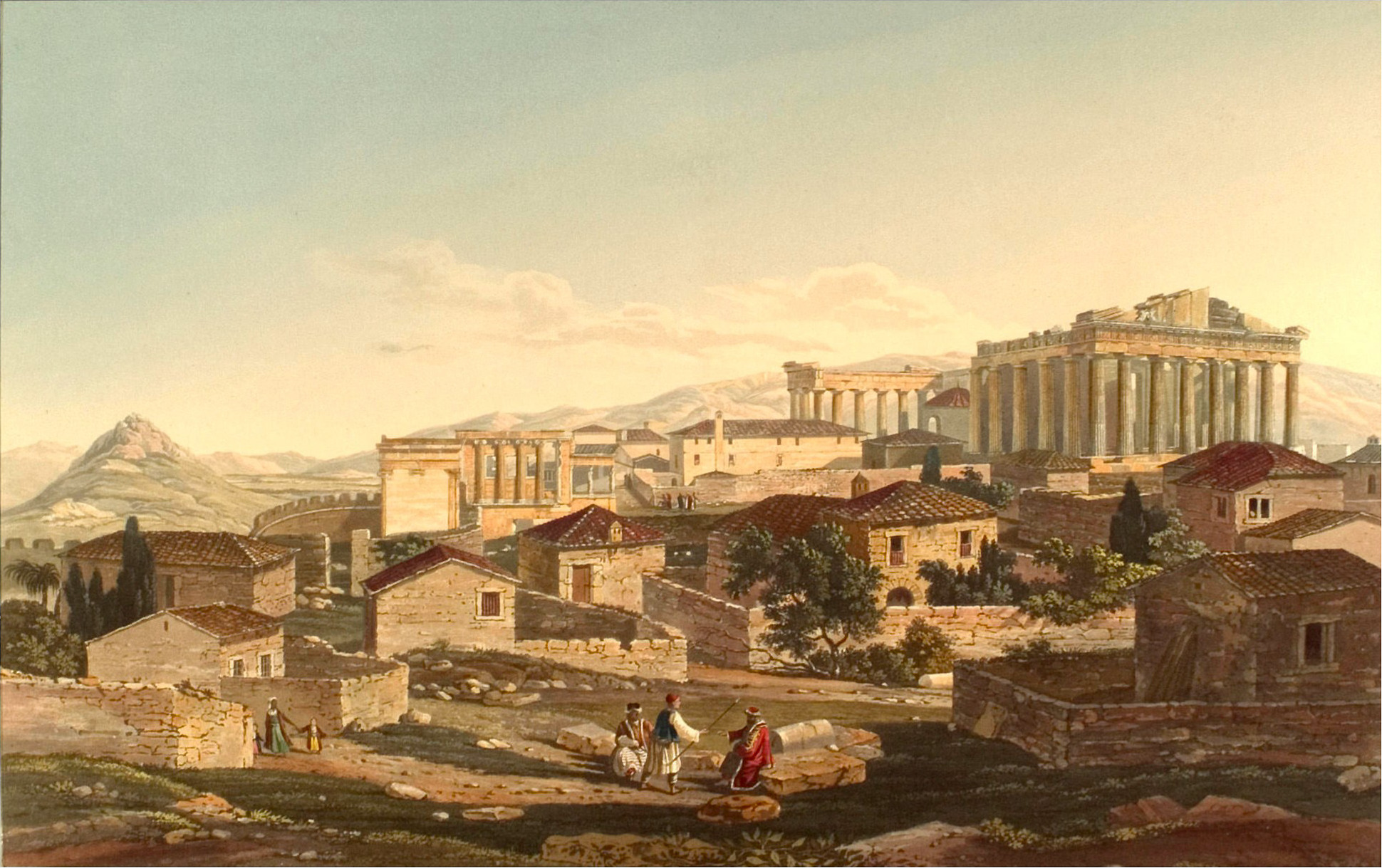
Парфенон с запада. Виды Греции..., 1821 г.

Эдвард Додвелл (англ. Edward Dodwell; 1767, Дублин — 13 мая 1832, Рим) — ирландский путешественник, автор книг по археологии.
Родился в Ирландии в той же семье, что и известный теолог Г. Додвелл. Учился в Тринити-колледже в Кембридже. В 1801—1806 годах путешествовал по Греции, затем бо́льшую часть оставшейся жизни провёл в Италии, в Неаполе и Риме. Именно в Риме умер от осложнений, полученных после болезни 1830 года, перенесённой во время поездки в Сабинские горы. Вдова Додвелла играла большую роль в политической жизни Рима.

## Основные сочинения
- 1819 — «Классическое и топографическое путешествие по Греции» (Classical and Topographical Tour through Greece), переведено на немецкий язык в 1821.
- 1821 — «Виды Греции, c 30 раскрашенными гравюрами» (Views in Greece, with thirty colored plates).
- 1834 — «Виды и описания циклопических и пеласгических памятников Италии и Греции» (Views and Descriptions of Cyclopian or Pelasgic Remains in Italy and Greece) — с параллельным текстом на английском и французском языках.